# 531
سنة 531 م (بالأرقام الرومانية: DXXXI) كانت سنة بسيطة تبدأ يوم الأربعاء (الرابط يظهر نموذج الجدول الزمني الكامل للسنة) من التقويم اليولياني. بدأت تسمية السنة ب531 منذ العصور الوسطى المبكرة، عندما أصبح تقويم أنو دوميني هو الأسلوب السائد في أوروبا لتسمية السنوات.

## أحداث
- بدء بناء كنيسة آيا صوفيا، وانتهى بناءها في عام 537.

## وفيات
- المهلهل بن ربيعة الشاعر والبطل العربي المعروف بالزير سالم.